# Slovakiet ved OL
Slovakiet deltog første gang ved de olympiske lege som selvstændig nation under Vinter-OL 1994 i Lillehammer og har siden deltaget i samtlige sommer- og vinterlege. Tidligere deltog udøvere fra Slovakiet som en del af Ungarn (1896–1912) og Tjekkoslovakiet (1920–1992).

## Medaljetabeller efter lege
| Lege                  | Atleter | Guld | Sølv | Bronze | Total | Rank | |
| 1896–1912             | som del af Ungarn (HUN) | som del af Ungarn (HUN) | som del af Ungarn (HUN) | som del af Ungarn (HUN) | som del af Ungarn (HUN) | som del af Ungarn (HUN) | |
| 1920–1992             | som del af Tjekkoslovakiet (TCH) (counted only medals of the individual disciplines or · of the pairs competition without teams competitions) | som del af Tjekkoslovakiet (TCH) (counted only medals of the individual disciplines or · of the pairs competition without teams competitions) | som del af Tjekkoslovakiet (TCH) (counted only medals of the individual disciplines or · of the pairs competition without teams competitions) | som del af Tjekkoslovakiet (TCH) (counted only medals of the individual disciplines or · of the pairs competition without teams competitions) | som del af Tjekkoslovakiet (TCH) (counted only medals of the individual disciplines or · of the pairs competition without teams competitions) | som del af Tjekkoslovakiet (TCH) (counted only medals of the individual disciplines or · of the pairs competition without teams competitions) | som del af Tjekkoslovakiet (TCH) (counted only medals of the individual disciplines or · of the pairs competition without teams competitions) |
| 1936 Berlin           | | 1 | 0 | 0 | 1 | | |
| 1948 London           | | 1 | 0 | 0 | 1 | | |
| 1952 Helsinki         | | 1 | 0 | 1 | 2 | | |
| 1960 Rom              | | 1 | 0 | 0 | 1 | | |
| 1972 München          | | 0 | 0 | 1 | 1 | | |
| 1976 Montreal         | | 1 | 0 | 0 | 1 | | |
| 1980 Moskva           | | 0 | 1 | 4 | 5 | | |
| 1988 Seoul            | | 2 | 0 | 2 | 4 | | |
| Total                 | Total | 7 | 1 | 8 | 16 | | |
| Slovakiet             | Slovakiet | Slovakiet fra 1992 | Slovakiet fra 1992 | Slovakiet fra 1992 | Slovakiet fra 1992 | Slovakiet fra 1992 | Slovakiet fra 1992 |
| 1996 Atlanta          | 71 | 1 | 1 | 1 | 3 | 43 | |
| 2000 Sydney           | 112 | 1 | 3 | 1 | 5 | 39 | |
| 2004 Athen            | 64 | 2 | 2 | 2 | 6 | 29 | |
| 2008 Beijing          | 57 | 3 | 2 | 1 | 6 | 25 | |
| 2012 London           | 46 | 0 | 1 | 3 | 4 | 59 | |
| 2016 Rio de Janeiro   | 51 | 2 | 2 | 0 | 4 | 37 | |
| 2020 Tokyo            | | | | | | | |
| Total                 | Total | 16 | 12 | 16 | 44 | | |
| Olympisk medaljetabel | Olympisk medaljetabel | 9 | 11 | 8 | 28 | 53 | |

| Lege                  | Atleter | Guld | Sølv | Bronze | Total | Rank | |
| 1920–1992             | som del af Tjekkoslovakiet (TCH) (der er kun talt medaljer af individuelle discipliner eller · af par konkurrencer uden holdkonkurrencer) | som del af Tjekkoslovakiet (TCH) (der er kun talt medaljer af individuelle discipliner eller · af par konkurrencer uden holdkonkurrencer) | som del af Tjekkoslovakiet (TCH) (der er kun talt medaljer af individuelle discipliner eller · af par konkurrencer uden holdkonkurrencer) | som del af Tjekkoslovakiet (TCH) (der er kun talt medaljer af individuelle discipliner eller · af par konkurrencer uden holdkonkurrencer) | som del af Tjekkoslovakiet (TCH) (der er kun talt medaljer af individuelle discipliner eller · af par konkurrencer uden holdkonkurrencer) | som del af Tjekkoslovakiet (TCH) (der er kun talt medaljer af individuelle discipliner eller · af par konkurrencer uden holdkonkurrencer) | som del af Tjekkoslovakiet (TCH) (der er kun talt medaljer af individuelle discipliner eller · af par konkurrencer uden holdkonkurrencer) |
| 1960 Squaw Valley     | | 0 | 1 | 0 | 1 | | |
| 1972 Sapporo          | | 1 | 0 | 0 | 1 | | |
| 1984 Sarajevo         | | 0 | 0 | 1 | 1 | | |
| Total                 | Total | 1 | 1 | 1 | 3 | | |
| Slovakiet             | Slovakiet | Slovakiet fra 1992 | Slovakiet fra 1992 | Slovakiet fra 1992 | Slovakiet fra 1992 | Slovakiet fra 1992 | Slovakiet fra 1992 |
| 1994 Lillehammer      | 42 | 0 | 0 | 0 | 0 | – | |
| 1998 Nagano           | 39 | 0 | 0 | 0 | 0 | - | |
| 2002 Salt Lake City   | 49 | 0 | 0 | 0 | 0 | - | |
| 2006 Torino           | 58 | 0 | 1 | 0 | 1 | 21 | |
| 2010 Vancouver        | 73 | 1 | 1 | 1 | 3 | 17 | |
| 2014 Sotji            | 63 | 1 | 0 | 0 | 1 | 21 | |
| 2018 Pyeongchang      | 56 | 1 | 2 | 0 | 3 | 17 | |
| Total                 | Total | 4 | 5 | 2 | 11 | | |
| Olympisk medaljetabel | Olympisk medaljetabel | 3 | 4 | 1 | 8 | 32 | |

| Sport         | Guld | Sølv | Bronze | Total | | | |
| 1920–1992     | som del af Tjekkoslovakiet (TCH) (counted only medals of the individual disciplines or · of the pairs competition without teams competitions) | som del af Tjekkoslovakiet (TCH) (counted only medals of the individual disciplines or · of the pairs competition without teams competitions) | som del af Tjekkoslovakiet (TCH) (counted only medals of the individual disciplines or · of the pairs competition without teams competitions) | som del af Tjekkoslovakiet (TCH) (counted only medals of the individual disciplines or · of the pairs competition without teams competitions) | som del af Tjekkoslovakiet (TCH) (counted only medals of the individual disciplines or · of the pairs competition without teams competitions) | som del af Tjekkoslovakiet (TCH) (counted only medals of the individual disciplines or · of the pairs competition without teams competitions) | som del af Tjekkoslovakiet (TCH) (counted only medals of the individual disciplines or · of the pairs competition without teams competitions) |
| Atletik       | 1 | 1 | 1 | 3 | | | |
| Boksning      | 2 | 0 | 1 | 3 | | | |
| Cykling       | 1 | 0 | 0 | 1 | | | |
| Roning        | 1 | 0 | 0 | 1 | | | |
| Tennis        | 1 | 0 | 1 | 2 | | | |
| Vægtløfting   | 0 | 0 | 1 | 1 | | | |
| Wrestling     | 1 | 0 | 4 | 5 | | | |
| Total         | 7 | 1 | 8 | 16 | | | |
| Slovakiet     | Slovakiet fra 1992 | Slovakiet fra 1992 | Slovakiet fra 1992 | Slovakiet fra 1992 | Slovakiet fra 1992 | Slovakiet fra 1992 | |
| Atletik       | 1 | 0 | 0 | 1 | | | |
| Judo          | 0 | 1 | 0 | 1 | | | |
| Kano og kajak | 8 | 6 | 4 | 18 | | | |
| Svømning      | 0 | 2 | 0 | 2 | | | |
| Skydning      | 0 | 2 | 3 | 5 | | | |
| Wrestling     | 0 | 0 | 1 | 1 | | | |
| Total         | 16 | 12 | 16 | 44 | | | |
| Slovakiet     | 9 | 11 | 8 | 28 | | | |

| Sport          | Guld | Sølv | Bronze | Total | | | |
| 1920–1992      | as part of Tjekkoslovakiet (TCH) (counted only medals of the individual disciplines or · of the pairs competition without teams competitions) | as part of Tjekkoslovakiet (TCH) (counted only medals of the individual disciplines or · of the pairs competition without teams competitions) | as part of Tjekkoslovakiet (TCH) (counted only medals of the individual disciplines or · of the pairs competition without teams competitions) | as part of Tjekkoslovakiet (TCH) (counted only medals of the individual disciplines or · of the pairs competition without teams competitions) | as part of Tjekkoslovakiet (TCH) (counted only medals of the individual disciplines or · of the pairs competition without teams competitions) | as part of Tjekkoslovakiet (TCH) (counted only medals of the individual disciplines or · of the pairs competition without teams competitions) | as part of Tjekkoslovakiet (TCH) (counted only medals of the individual disciplines or · of the pairs competition without teams competitions) |
| Kunstskøjteløb | 1 | 1 | 1 | 3 | | | |
| Total          | 1 | 1 | 1 | 3 | | | |
| Slovakiet      | Slovakiet fra 1992 | Slovakiet fra 1992 | Slovakiet fra 1992 | Slovakiet fra 1992 | Slovakiet fra 1992 | Slovakiet fra 1992 | |
| Skiskydning    | 3 | 3 | 1 | 7 | | | |
| Snowboarding   | 0 | 1 | 0 | 1 | | | |
| Total          | 4 | 5 | 2 | 11 | | | |
| Slovakiet      | 3 | 4 | 1 | 8 | | | |

## Slovakiske medaljevindere -Tjekkoslovakiet (1920 - 1992)

### Sommerlege
| Medalje | Navn | Lege             | Sport         | Konkurrence                   |
| ------- | --- | ---------------- | ------------- | ----------------------------- |
| Guld    | Jozef Herda                                                                                               | 1936 Berlin      | Wrestling     | Men's Greco-Roman lightweight |
| Guld    | Július Torma                                                                                              | 1948 London      | Boksning      | Boksning - Welterweight       |
| Guld    | Ján Zachara                                                                                               | 1952 Helsinki    | Boksning      | Boksning - Featherweight      |
| Bronze  | Mikuláš Athanasov                                                                                         | 1952 Helsinki    | Wrestling     | Men's Greco-Roman lightweight |
| Guld    | Pavol Schmidt                                                                                             | 1960 Rom         | Roning        | Roning - Dobbelsculler mænd   |
| Sølv    | Marianna Krajčírová Jana Kubičková                                                                        | 1964 Tokyo       | Gymnastik     | Kvindernes hold all round     |
| Sølv    | Ľudovít Cvetler Ján Geleta Vojtech Masný Štefan Matlák Ivan Mráz Anton Švajlen Anton Urban Vladimír Weiss | 1964 Tokyo       | Fodbold       | Mændenes holdkonkurrence      |
| Bronze  | Bohumil Golián                                                                                            | 1964 Tokyo       | Volleyball    | Mændenes holdkonkurrence      |
| Sølv    | Marianna Krajčírová Jana Kubičková                                                                        | 1968 Mexico City | Gymnastik     | Kvindernes hold all round     |
| Sølv    | Bohumil Golián                                                                                            | 1968 Mexico City | Volleyball    | Mændenes holdkonkurrence      |
| Sølv    | Vincent Lafko Andrej Lukošík Peter Pospíšil                                                               | 1972 München     | Håndbold      | Mændenes holdkonkurrence      |
| Bronze  | Eva Šuranová                                                                                              | 1972 München     | Atletik       | Women's Long Jump             |
| Guld    | Anton Tkáč                                                                                                | 1976 Montreal    | Cykling       | Men's 1000m Sprint (Scratch)  |
| Guld    | František Kunzo Stanislav Seman                                                                           | 1980 Moskva      | Fodbold       | Mændenes holdkonkurrence      |
| Sølv    | Imrich Bugár                                                                                              | 1980 Moskva      | Atletik       | Diskuskast mænd               |
| Sølv    | Alena Kyselicová Viera Podhányiová Iveta Šranková                                                         | 1980 Moskva      | Field hockey  | Women's team competition      |
| Bronze  | Dušan Poliačik                                                                                            | 1980 Moskva      | Weightlifting | Men's light heavyweight       |
| Bronze  | Ján Franek                                                                                                | 1980 Moskva      | Boksing       | Men's light middleweight      |
| Bronze  | Dan Karabin                                                                                               | 1980 Moskva      | Wrestling     | Men's freestyle welterweight  |
| Bronze  | Július Strnisko                                                                                           | 1980 Moskva      | Wrestling     | Men's freestyle heavyweight   |
| Guld    | Jozef Pribilinec                                                                                          | 1988 Seoul       | Atletik       | Men's 20 km Walk              |
| Guld    | Miloslav Mečíř                                                                                            | 1988 Seoul       | Tennis        | Men's Singles Competition     |
| Bronze  | Miloslav Mečíř                                                                                            | 1988 Seoul       | Tennis        | Men's Doubles Competition     |
| Bronze  | Jozef Lohyňa                                                                                              | 1988 Seoul       | Wrestling     | Men's freestyle middleweight  |

### Vinterlege
| Medalje | Navn                                                    | Lege              | Sport          | Konkurrence              |
| ------- | ------------------------------------------------------- | ----------------- | -------------- | ------------------------ |
| Sølv    | Ladislav Troják                                         | 1948 St. Moritz   | Ishockey       | Mændenes holdkonkurrence |
| Sølv    | Karol Divin                                             | 1960 Squaw Valley | Kunstskøjteløb | Mændenes single          |
| Bronze  | Vladimír Dzurilla František Gregor Jozef Golonka        | 1964 Innsbruck    | Ishockey       | Mændenes holdkonkurrence |
| Sølv    | Vladimír Dzurilla Jozef Golonka                         | 1968 Grenoble     | Ishockey       | Mændenes holdkonkurrence |
| Guld    | Ondrej Nepela                                           | 1972 Sapporo      | Kunstskøjteløb | Mændenes single          |
| Bronze  | Vladimír Dzurilla Rudolf Tajcnár                        | 1972 Sapporo      | Ishockey       | Mændenes holdkonkurrence |
| Sølv    | Igor Liba Vincent Lukáč Dušan Pašek Dárius Rusnák       | 1984 Sarajevo     | Ishockey       | Mændenes holdkonkurrence |
| Sølv    | Gabriela Svobodová                                      | 1984 Sarajevo     | Langrend       | Kvinder 4 x 5 km hold    |
| Bronze  | Jozef Sabovčík                                          | 1984 Sarajevo     | Kunstskøjteløb | Mændenes single          |
| Bronze  | Igor Liba Róbert Švehla Peter Veselovský Jaromir Dragan | 1992 Albertville  | Ishockey       | Mændenes holdkonkurrence |